# Baptornis
Baptornis é um gênero de ave hesperonitiformes, que viveu no período Cretácico, há cerca de 83 milhões de anos. Era uma ave carnívora com altura média era de 80 cm, seu comprimento era de 1m, seu peso chegava aos 7 kg. O Baptornis tinha aves vestigiais e era incapaz de voar. Em compensação, estava bem adaptado ao meio aquático, com os dedos das patas achatados como barbatanas.
Os primeiros fósseis de Baptornis foram descobertos no Kansas pelo paleontólogo Othniel Charles Marsh.